# Альтенбрак
Альтенбрак (нем. Altenbrak) — деревня в Германии, в земле Саксония-Анхальт, входит в район Гарц в составе городского округа Тале.
Население составляет 332 человека (на 23 января 2017 года). Занимает площадь 19,43 км².

## Географическое положение
Этот населенный пункт располагается в долине, примерно на 1,6 км простирающейся с востока на запад вдоль р. Боде. Он находится примерно в 3 км от плотины Вендефурт, которая является частью гидротехнической системы Раппбоде. Благодаря своему природному местоположению Альтенбрак должен был развиваться как ярко выраженная придорожная деревня.
Район Вендефурт (нем. Wendefurth) находится перед плотиной. Непосредственно по соседству от Альтенбрака находятся такие населенные пункты, как Альроде, Бланкенбург (Гарц), Каттенштедт, Фридрихсбрун, Хасселфельде, Трезебург, Вендефурт, Винроде. В ближайших окркестностях расположены Альмсфельд, Тодтенроде и охотничий домик Винденхютте.

## История

### Общий обзор
Согласно летописцу Густаву Адольфу Лейброку, Тодтенроде (Довенроде), расположенный выше Альтенбрака, был упомянут около 970 года как сельскохозяйственное имение. Много веков назад, до того, как в долине Боде поселились шахтеры и металлурги, жители занимались земледелием и животноводством (следы этого поселения до сих пор могут опознать те, кто знаком с этим районом). Маркграф Экхард — также Эккард или Экерт — как владелец пожертвовал его аббатству Гернроде, которое было основано в 959 году маркграфом Геро.
Скорее всего, Альтенбрак как поселение и место добычи полезных ископаемых в открытых рудных жилах существовал уже в X веке. Сыродутная печь была уже известна, она использовалась существовавшей на тот момент местной общиной. Как известно, Рамбергский массив со своими рудными жилами доходил до Альтенбрака. Альтенбрак был основан между 1227-м и 1448 годами (согласно местным хронологам Гюнтеру Мросу и Вернеру Шомбургу). Это поселение обязано своим происхождением горному делу и металлургии. Первое строительство доменной печи началось примерно в конце XIV века — вероятно, на месте современной Хюттеплатц (нем. Hütteplatz). Альтенбрак впервые упоминается в 1448 году как место расположения металлургического производства. В первый период добычи рудники разрабатывались прямо с поверхности земли. Вдоль рудных жил располагались открытые карьеры, которые сегодня известны как «овраги».
В Летописи города и княжества Бланкенбург, графства Регенштайн и монастырей Михаэльштайн и Валькенрид, составленной Густавом Адольфом Лейброком на основе предшествующих источников, на странице 383/384 говорится: «С Винроде граничит Альтенбрак, давнее место шахт и сталеплавилен, которые были разрушены водой или огнем и затем восстановлены вдоль разрезов рудных жил, о чем свидетельствуют рвы шахт и отвалы шлака. Со временем производство расширялось и плавильня была построена на прежнем месте, в старом BRACKE. Это произошло в 1448 году, плавильня получила название Ольдендорп в Грефле (Oldendorp im Graefl). Основное производство, как и остальные шахты и плавильни, сдавались в аренду графами, а затем были переданы в качестве ленных владений; именно в таком качестве в 1574 году им владел горный мастер Ганс Хане, который за 1300 талеров передал его Валентину Беттхеру, бургомистру Бланкенбурга».
После закрытия последней сталеплавильни в 1867 году население обеднело. Позднее стал развиваться туризм, которому благоприятствовало защищенное расположение этого места.

### Альтенбрак во Второй мировой войне

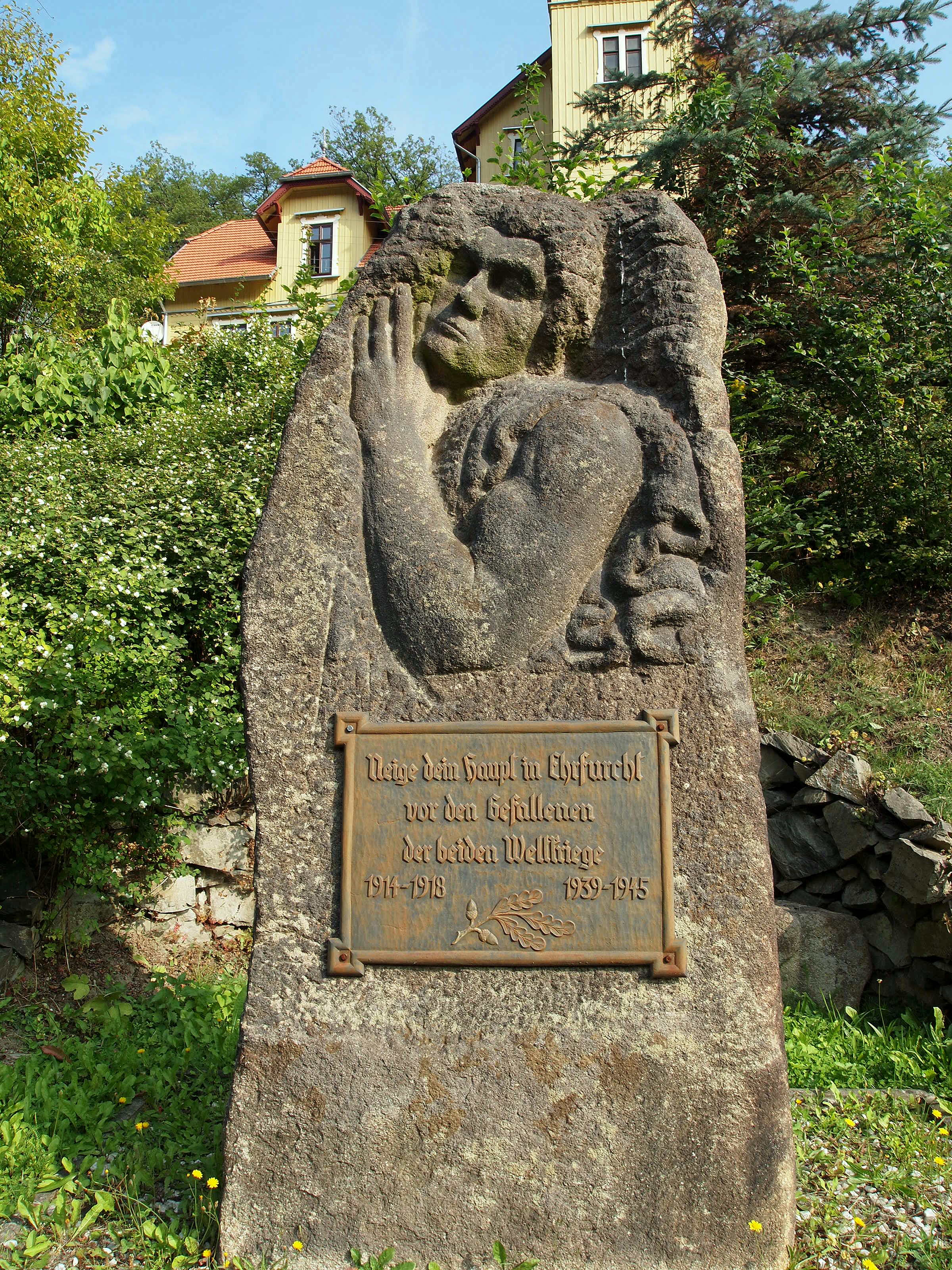
Памятник жертвам войны

Альтенбрак также принимал участие в военных действиях. В начале войны около 15 семей из земли Саар и района Западной стены были эвакуированы в Альтенбрак. Но рабочих мест не было, и при размещении примерно пятидесяти человек нельзя было найти идеального решения для всех сторон. Кроме того, после бомбежек в городах сюда прибыли оставшиеся без крова и беженцы, в основном женщины и дети; отцы были на фронте.
За это время поселение выросло как минимум на 200—250 жителей. В конце войны снова прибыло около 15 семей — беженцы из Восточной Пруссии, Силезии и Судетской области. 18 апреля 1945 года американские войска обстреляли деревню из артиллерийских орудий и танков со стороны Хассельфельда, пройдя по Целлештрассе (нем. Cellestrasse), и нанесли значительный урон. Десять человек погибли. Люди бежали в заброшенные штольни или труднодоступные лесные районы в долине Боде. Днем три американских танка прошли по Целлештрассе обратно к мосту, два преодолели деревянный мост, третий танк ворвался на мосту. Таким образом мост оказался разрушен и непроходим. После окончания боевых действий на кладбище в Альтенбраке было похоронено 39 немецких солдат. В последующие дни «Горный луг» — ныне зона отдыха — был преобразован в большой временный лагерь для военнопленных, где содержалось от 5000 до 6000 немецких солдат.
Семнадцать жителей Альтенбрака признаны погибшими или пропавшими без вести. Военный мемориал находится на кладбище в Альтенбраке.

### Период после Второй мировой войны

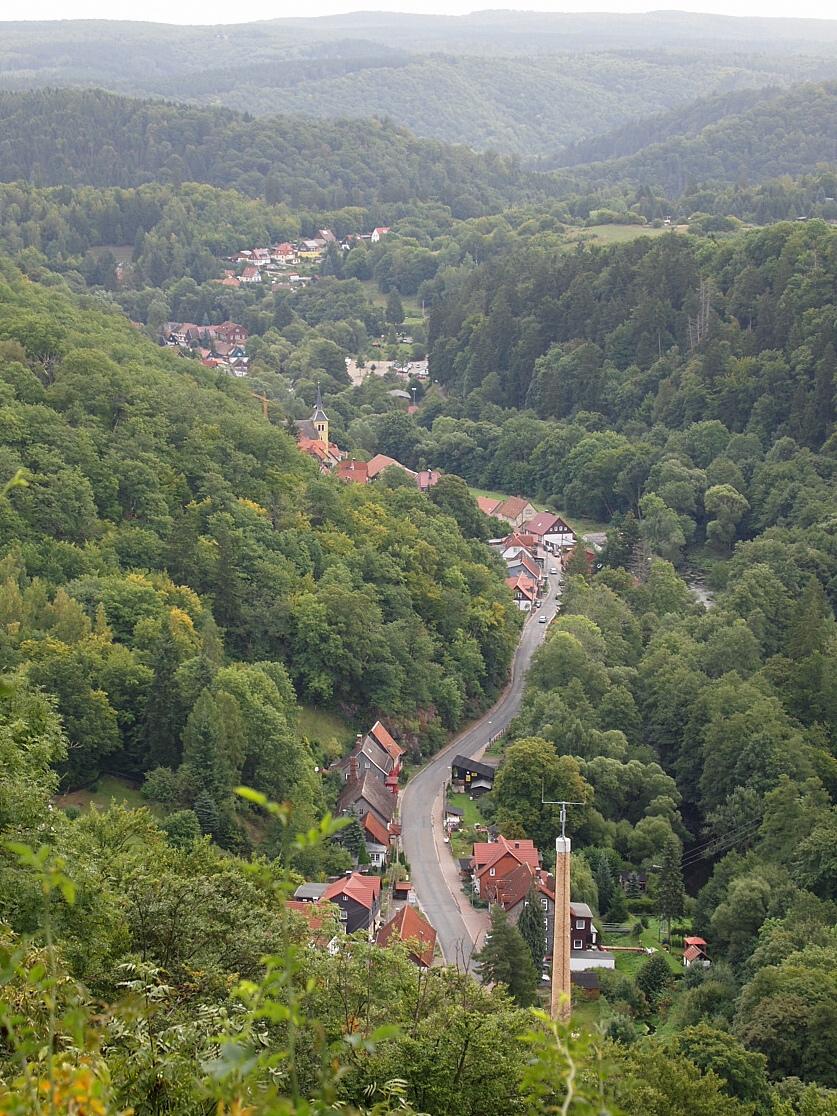
Вид на Альтенбрак

3 сентября 1945 года правительство земли Саксония-Анхальт издало постановление о проведении демократической земельной реформы:
- герцогские леса и земли стали достоянием народа; Бланкенбургский замок (Гарц) перешел во владение Саксонии-Анхальт;
- в Альтенбраке 20 граждан получили участки (около 3 га на каждого) для использования в качестве фермерского леса;
- территории в Целле, Ганновере, Кл. Мюлентале, в общей сложности 57,69 га;
- местная община также получила некоторые территории: Хенгематтенвальд (Hängemattenwald, ныне Вальдбюне — Waldbühne), Шютценплатц (Schützenplatz), Кутрифт-им-Роланд (Kuhtrift im Roland);
- герцогские земли были также разделены на участки: жители Альтенбрака, которые ранее арендовали эту землю, теперь стали ее владельцами.

С 1943 по 1945 годы в Герцогском лесу в Роланде работали две небольшие кирпичные печи для древесного угля, которые обслуживались двумя жителями Альтенбрака. Древесный уголь был необходим для грузовиков в силу нехватки бензина и дизельного топлива. Только в Альтенбраке три грузовика использовались для перевозки необходимых товаров. Они были оборудованы газогенераторной установкой, производившей газ, использовавшийся вместо бензина или дизельного топлива. В 1948 году работа этих угольных печей была прекращена.
В 1946 году население под руководством мэра Эриха Хоффмана, выходца из Хассельфельде, выступило с инициативой по устранению ущерба, нанесенного войной, поставив в качестве цели развитие территории в качестве туристического и рекреационного центра. Здание, специально приобретенное местной общиной с этой целью, было преобразовано в общественный офис, где были предусмотрены помещения для оказания медицинских услуг и консультаций врача общей практики и врача-стоматолога. Мэра поддержали два сотрудника и бухгалтер.
С 5 по 8 июля 1951 года поселение отмечало свое 500-летие. С 22 июня 1949 года Альтенбрак официально стал курортом. На протяжении многих десятилетий Альтенбрак назывался жемчужиной долины Боде.
1 июля 2009 года ранее независимый Альтенбрак был включен в состав городского округа Тале в качестве района.

## Политика
Первоначально Альтенбрак и соседний город Трезебург имели общий муниципалитет, возглавляемый общинным старостой из Альтенбрака. Указом герцога Вильгельма Брауншвейгского от 28 января 1835 года Трезебург стал независимым муниципалитетом, и с тех пор у него появился собственный общинный староста. Общинными старостами были представители буржуазии, которую представляли многочисленные ремесленники, владельцы ресторанов, купцы и владельцы пансионатов. В то время административные обязанности общинного старосты не требовали слишком много времени и квалификации, таким образом староста выполнял свои обязанности без отрыва от основной профессии и у него не было помощников для подготовки документов, напротив, как правило, он и исполнял обязанности регистратора. В подчинении у него находился только один служащий. Этот служащий выполнял поручения, отвечал за водоснабжение и был «глашатем», оповещавшим население. Он громко и отчетливо объявлял необходимую информацию, имея при себе шест с прикрепленным к нему медным колоколом. «Глашатай» исполнял таким образом свои обязанности до окончания Второй мировой войны и первых послевоенных лет, пока в 1950 году Альтенбрак не получил местную систему оповещения.
Общинные старосты избирались жителями на шесть лет и утверждались районной администрацией. В уведомлении, напечатанном в Некоммерческом еженедельнике для Бланкенбурга и Гарца от 20 ноября 1869 года мы читаем: «Портной Август Роббелинг, который был избран общинным старостой Альтенбрака на период с 1 января 1870 по 1876 год, 15 числа того же месяца утвержден в этой должности и приведен к присяге».
Август Роббелинг, о котором упоминалось в уведомлении, занимал пост общинного старосты до конца Первой мировой войны, затем его сменил на этом посту его сын, главный портной Отто Роббелинг.

### Мэр
- 1927—1933 гг. — Вильгельм Штеффен (СДПГ). После того, как 30 января 1933 года НСДАП захватила власть, бывший мэр Отто Роббелинг был восстановлен на своем посту до тех пор, пока лидер местной группы НСДАП Карл Леггевиг не занял эту должность, которую удерживал до конца Второй мировой войны.
- 1945 г. — Карл Шомбург (СДПГ), он стал первым мэром после Второй мировой войны.
- 1946 г. — Эрих Хоффманн (КПГ) прибыл в Альтенбрак как его преемник, был отстранен от должности в ноябре 1958 года.
- 1959 г. — Вальтер Кох (СЕПГ), в течение двух месяцев временно исполняющий обязанности.
- 1959 г. — Бернард Прохнау (СЕПГ), в течение двух следующих месяцев временно исполняющий обязанности.
- 1959-1965 гг. — Отто Эбелинг (СЕПГ).
- 1965-1980 гт — Отто Эльснер (СЕПГ).
- 1980-1986 гг — Дитер Ланг (СЕПГ).
- 1986-1989 гг. — Йорг Венцель, партия неизвестна.
- 1989-1993 гг. — Конрад Писальски, партия неизвестна.
- 1993-2000 гг. — Манфред Дотт (ХДС)[6].
- 2001-2008 гг. — Конрад Писальский[7].
- 2008-2009 гг. — Ральф Труте[8].

### Герб и флаг
Герб, разработанный магдебургским геральдистом Йоргом Манцшем, был одобрен округом Гарц 10 июля 2008 года и зарегистрирован под номером 32/2008 в Государственном архиве Саксонии-Анхальт.
Герб (описание): «Раскол золота и зелени, вырванная зеленая ель спереди, половинное серебряное колесо водяной мельницы в зазоре сзади, серебряная форель в основании синего волнового щита».
Цвета бывшего муниципалитета — в зависимости от оттенка герба — зеленый и золотой (желтый). Флаг имеет две полосы, левая полоса зеленого цвета, а правая полоса желтого цвета. У поперечного флага верхняя полоса зеленого цвета, а нижняя полоса желтого цвета. Герб находится посередине.

## Экономика и социальная инфраструктура

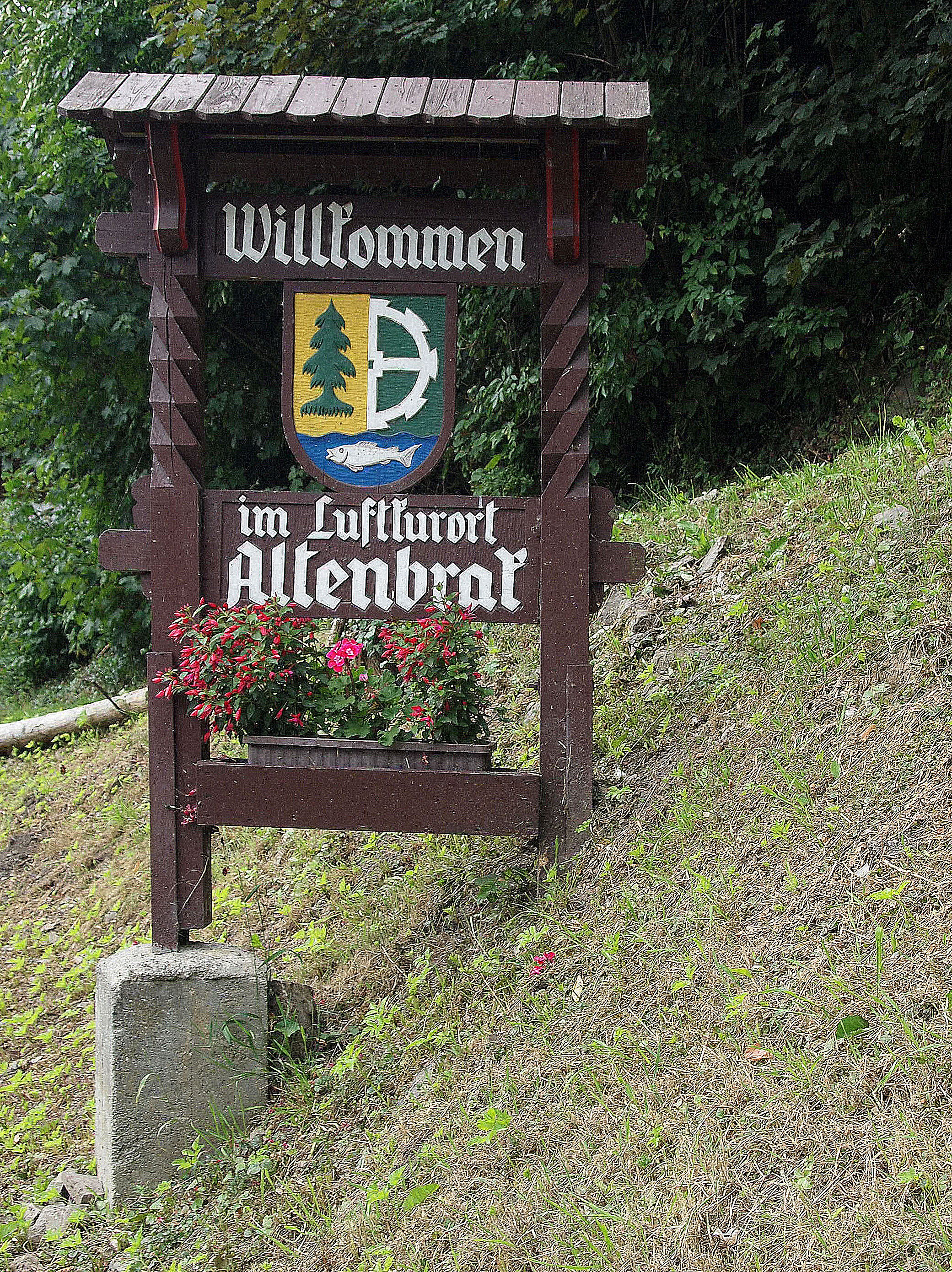
Добро пожаловать в Альтенбрак!

### Туризм
Одним из основных экономических факторов данной местности являются отдыхающие. С 1946 по 1988 год количество посетителей значительно увеличилось:
- 1946 год: 1290 отдыхающих.
- 1949 год: 4 217 отдыхающих.
- 1955 год: 7859 отдыхающих.
- 1970 год: 10 579 отдыхающих.
- 1977 год: 17 200 отдыхающих.
- 1988 год: 25 375 отдыхающих.

### История пожарной части

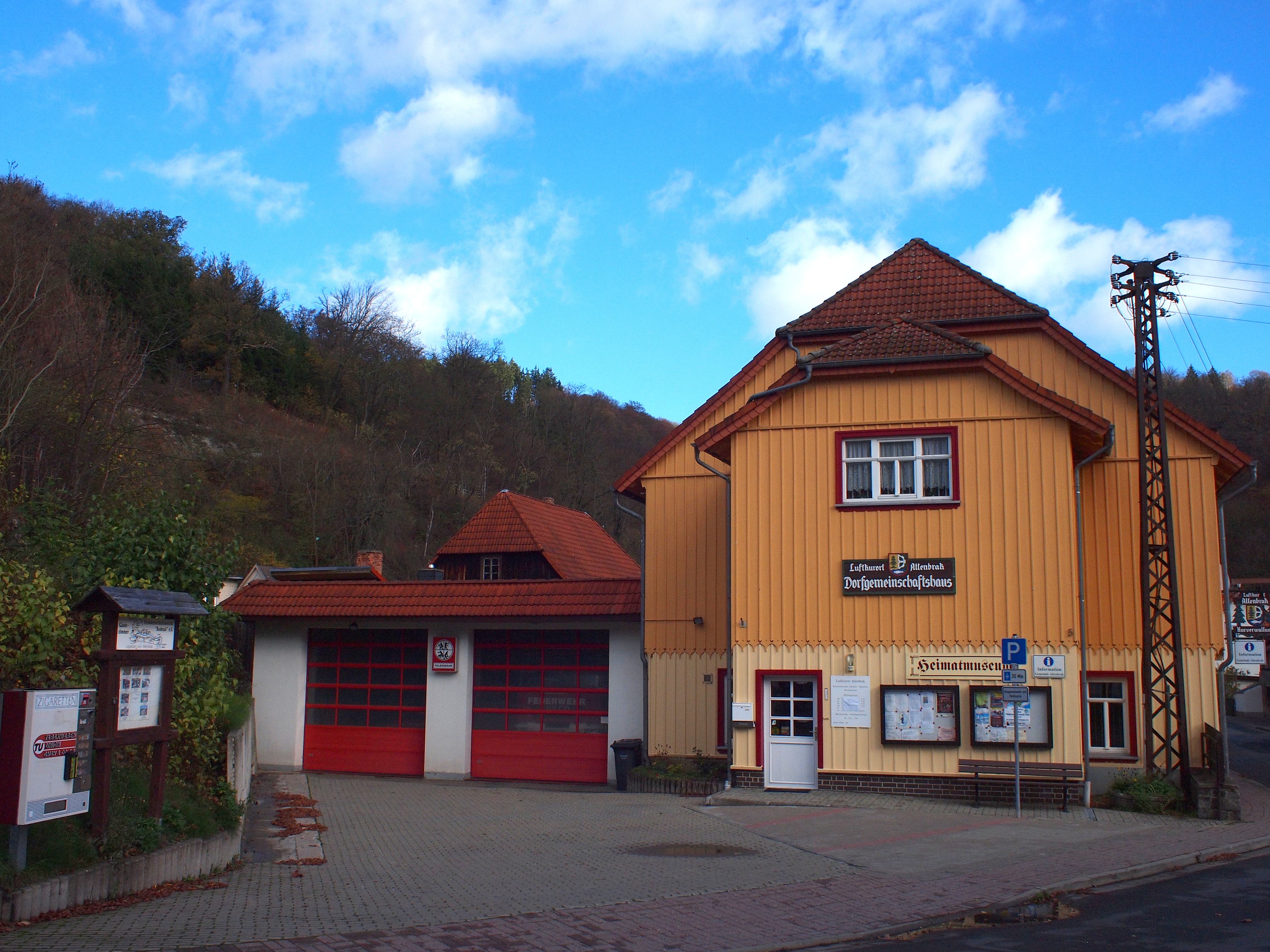
Пожарная часть и музей

Добровольная пожарная дружина Альтенбрака была основана 9 октября 1869 года с назначением местного лесничего Бауэра комиссаром пожаротушения, а учителя Роденштейна — его заместителем. Техническое руководство осуществлял начальник пожарной охраны. Пожарные были добровольцами, вместе с тем каждый здоровый житель мужского пола в возрасте от 18 до 45 лет был обязан защищать общее благо и проходить службу в пожарной дружине. В первые годы в качестве устройства для пожаротушения использовался простой ручной насос, в действие его приводили два человека, работавшие с ним с каждой стороны. Его нужно было переносить на место пожара (переносной насос). Позже он был установлен на телеге, запряженной двумя лошадьми (закрытый насос). Это устройство использовалось до тех пор, пока в 1935 году его не заменили мотопомпой типа II от DKW.
Сегодня руководство добровольная пожарной дружиной осуществляется местным военным командованием. 14 августа 2010 г. добровольной пожарной дружине для выполнения возложенных на нее задач была предоставлена новая пожарная машина LF 20/16 Magirus.

### Почта
1 апреля 1882 года первым почтовым агентом был назначен трактирщик Генрих Фессель. За ним последовал торговец Адольф Шомбург в качестве почтового агента, а также Мари Штеффен. Затем те же обязанности исполняли следующие лица, причем указанная дата отмечала дату начало срока их полномочий, который закончился после вступления в должность преемника:
- 1 мая 1909 года: главный портной Георг Гофман
- 1 октября 1939 года: инвалид Отто Кюлинг
- 1 февраля 1942 года: Вильгельм Штеффен
- 20 апреля 1954 года: Эмиль Мрос — младший.

1 апреля 1955 года почтовое агентство было окончательно преобразовано в почтовое отделение.

## Общественные учреждения

### Церковь и школа

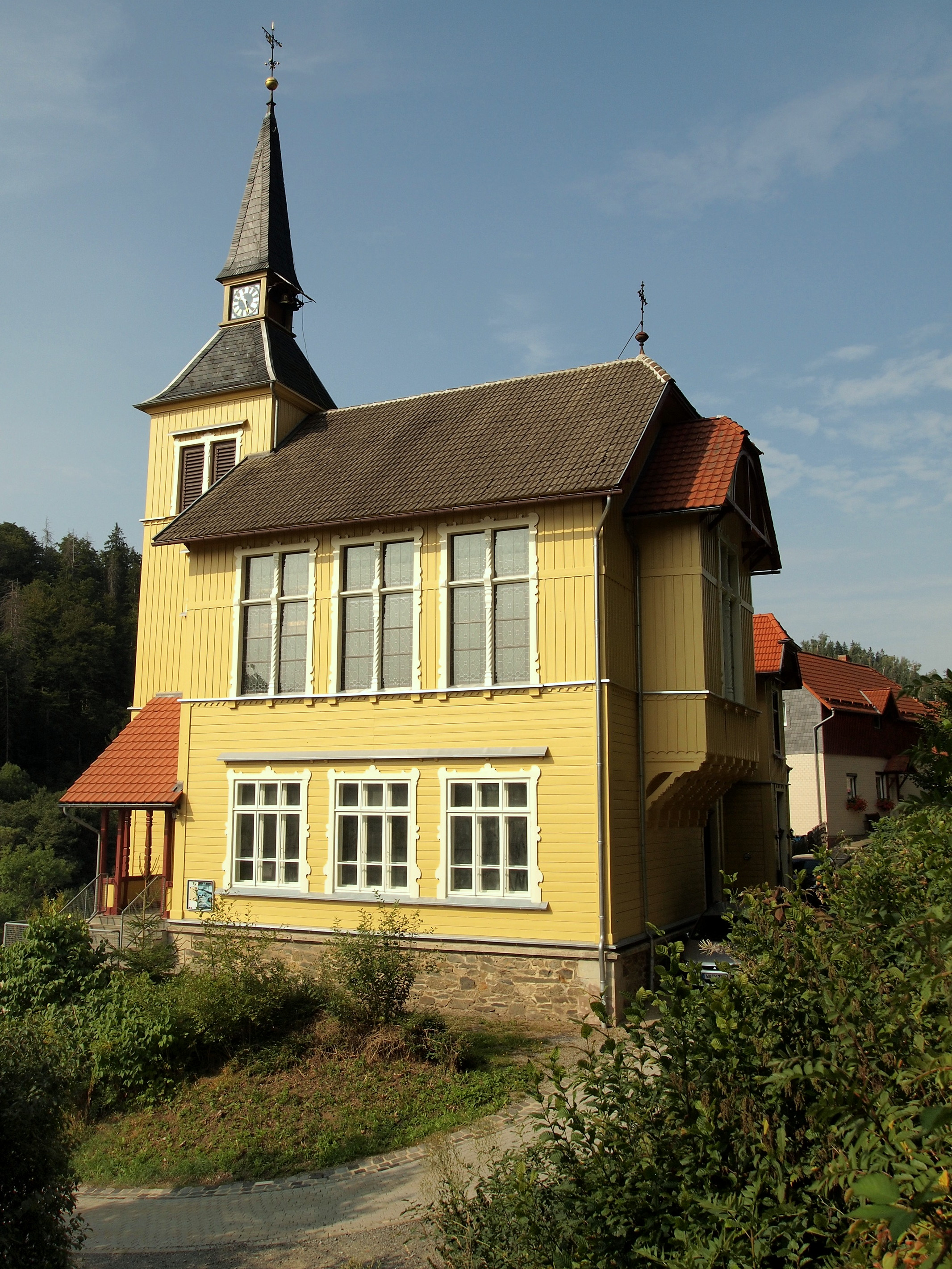
Церковь в Альтенбраке

С точки зрения канонического права Альтенбрак не был независимой церковной общиной. Когда дело касалось причастия, венчания, крещения или похорон, жители обращались к пастору в Винроде. После Реформации в герцогстве Брауншвейг в поселениях, разбросанных по сельской местности и не имевших приходской церкви, кантор или школьный учитель отвечал за проведение ежедневных молитв и чтений и прежде всего за преподавание в школе. Он получал свой доход от пожертвований общины или отдельного фонда евангелическо-лютеранской церкви.
В 1637 году в Альтенбраке на месте современного дома по адресу «Унтердорф 5» (мясная лавка Шеллбаха) была построена школа. В середине Тридцатилетней войны также упоминается школьный учитель. Школа сгорела в 1694 году и была вновь отстроена в 1704 году на том же самом месте. Новое здание снова сгорело 24 октября 1721 года. Близлежащие сталеплавильни и одиннадцать домов также были уничтожены огнем. В здании школы, открывшемся 6 августа 1724 года, на первом этаже была молитвенная комната с кафедрой и алтарем. Когда в 1889 году школа была расширена, в бывшем левом палисаднике мясной лавки Шеллбаха была построена небольшая часовня. Оба здания сгорели семь лет спустя.
В 1900 году началось новое строительство здания школы, учительской квартиры и церкви в районе Миттельдорф (Мюленберг), современный адрес Бергштрассе 1. 29 апреля 1901 года состоялось торжественное открытие. В 1964 году орган, построенный в 1902 году Эрнстом Кнауфом, получил электрический привод; до этого момента мехи приводились в движение ножным приводом. 13 июля 1966 года был установлен новый большой церковный колокол (от фирмы Шиллинг из Апольды). Интерьер церкви — собственность евангелическо-лютеранской церкви — также используется для богослужения католиками.

### Горный бассейн
Горный бассейн расположен между деревней и охотничьим замком Винденхютте (Jagdschloss Windenhütte), над бывшей Шютценплатц (Schützenplatz). Работы на этом объекте начались 30 сентября 1929 года, но были прерваны в зимние месяцы. Церемония открытия состоялась 13 июля 1930 года. Весь участок занимал около 10 акров (2,5 га) и был снабжен собственной родниковой водой. Стоимость строительства составила около 32 000 рейхсмарок.

## Культура и достопримечательности

### Вальдбюне (Лесная сцена)

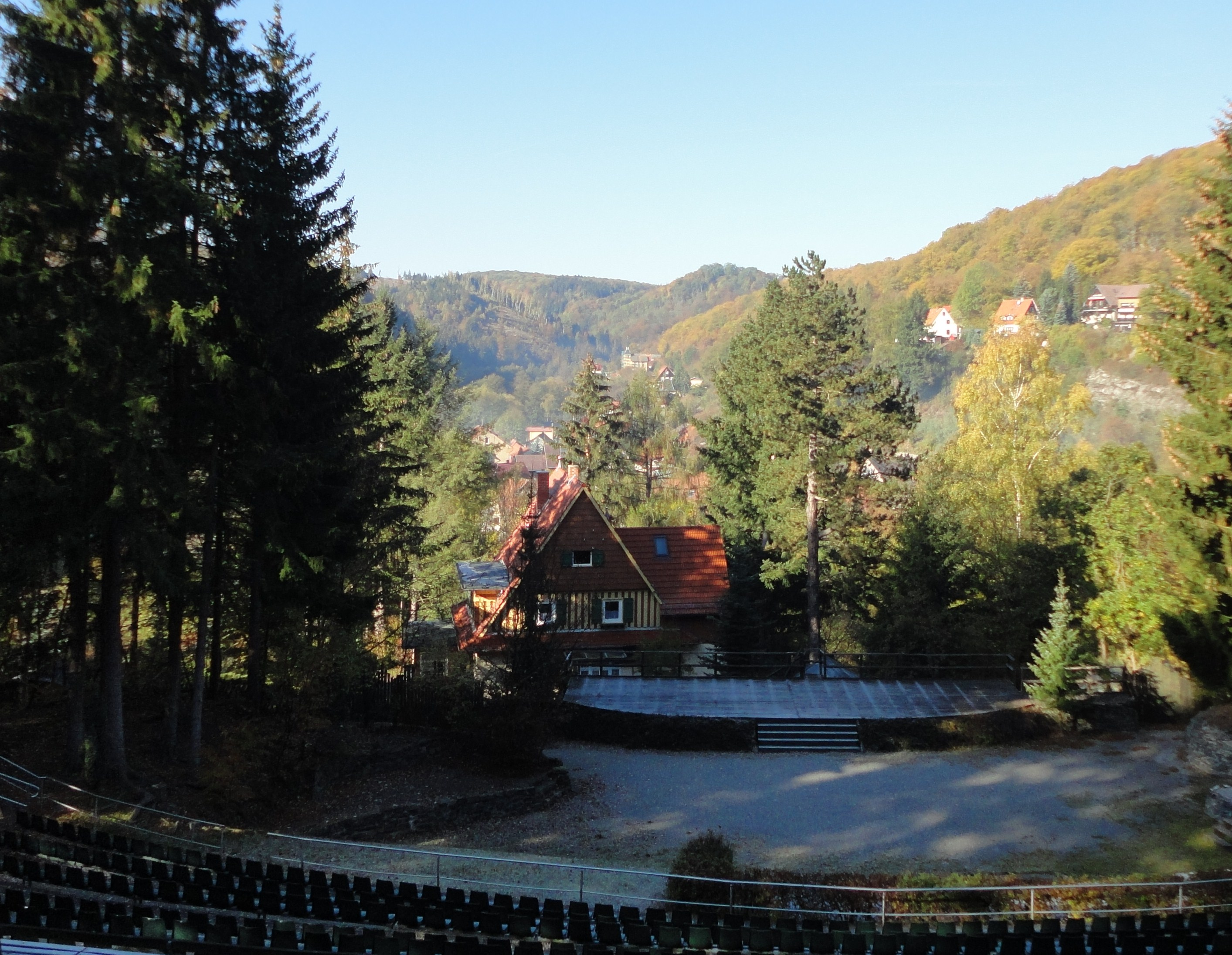
Вальдбюне

Каждый год в первые выходные сентября на «Лесной сцене Альтенбрака» на 1300 мест проводятся состязания йодлеров Гарца, а летом — театральные и концертные мероприятия.
5 ноября 1950 года началось строительство этой лесной сцены в бывшем Хенгематтвальде. Лес был опустошен после урагана. «Лесная сцена» была построена жителями за 6500 часов добровольного строительства. Сцена была открыта 30 июня 1951 года опереттой Карла Миллёкера «Кузен ниоткуда». «Лесная сцена Альтенбрака» является частью Hexentanzplatz GmbH («Танцплощадки ведьм») с 2010 года и используется театром VAROMODI, «Театром городов Северного Гарца» и «Пароходством культуры» (Kulturreederei).

### Краеведческий музей
Идея создать небольшой музей родилась в 1979 году у бывшего учителя Вернера Шомбурга и воплотилась в пустой бывшей школьной классной комнате, в здании по адресу Бергштрассе 1 (церковь). Небольшой музей был открыт 30 апреля 1983 года. В нем представлено около 400 экспонатов, в том числе предметы быта и сельхозтехника, старинные региональные костюмы, а также минералы из Бодеталя и Трезебурга. Экспонируются также региональные хроники, брошюры, банкноты и монеты. В настоящее время краеведческий музей находится по адресу Унтердорф 5 (туристический центр).

### Тропа ведьм в Гарце (Harzer Hexenstieg)

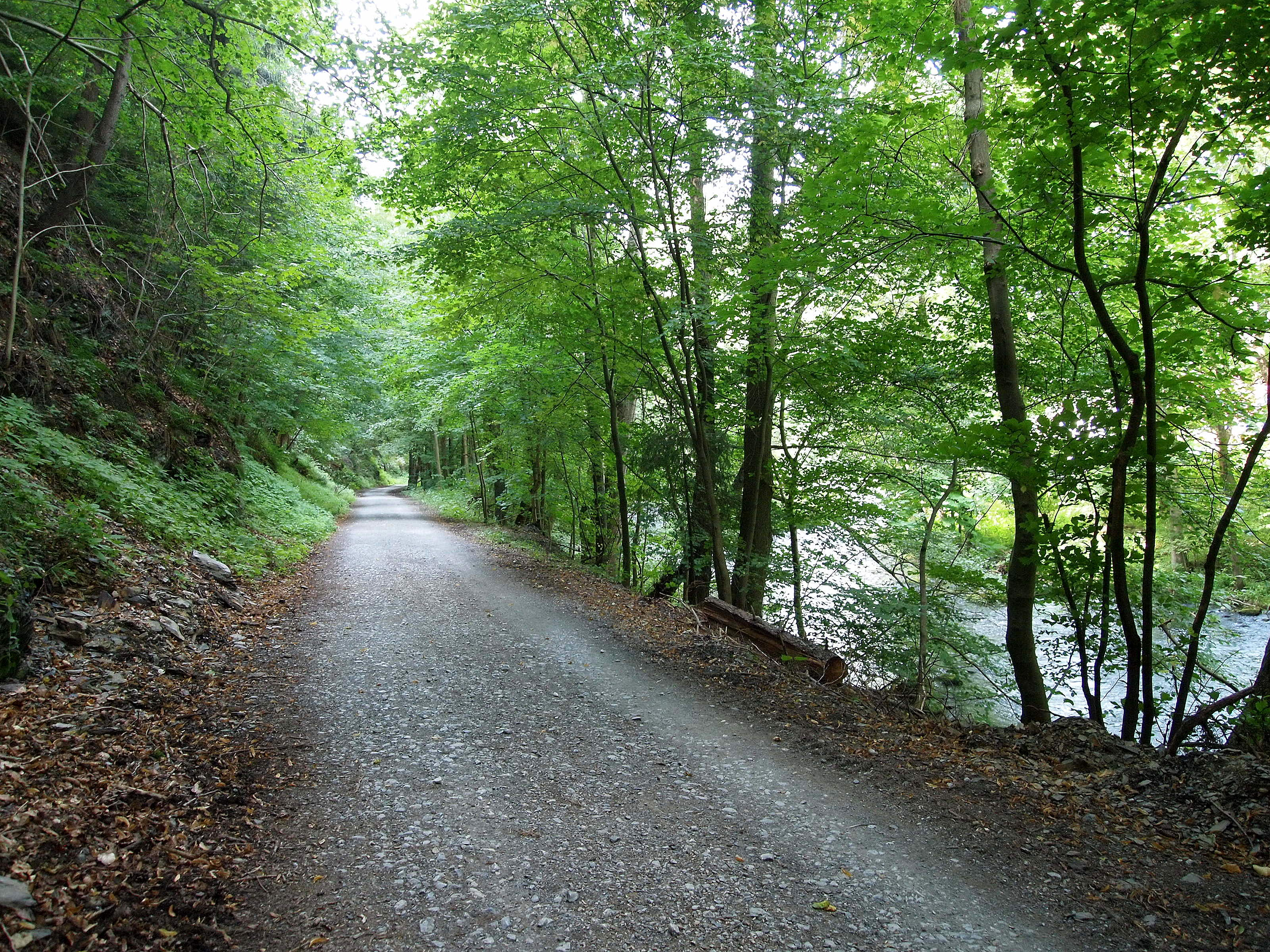
Тропа ведьм

Через Альтенбрак проходит «Тропа ведьм» (Harzer Hexenstieg) длиной почти 100 км — пешеходная тропа от Остероде до Тале.

### Фольклорная группа рождественских дедов Альтенбрака
Фольклорная группа рождественских дедов Альтенбрака является ассоциацией, основанной в 1865 году, которая ежегодно организует процессию через Альтенбрак, а с 1960 года также через соседнюю общину Трезебург в рождественское утро. Движение начинается в 5:45 при выключенном уличном освещении. Впереди процессии находятся люди с кнутами, за ними следуют те, кто несут бубенцы. В то время как первые щелкают кнутами длиной от трех до четырех метров, прикрепленными к коротким рукояткам — длиной 50 см, вторые несут на спине кожаные маты размером 60 х 80 см с десятью-пятнадцатью колокольчиками, которым они пытаются подражать звону упряжки лошадей с бубенцами.
Прослеживается связь обычая с особыми двенадцатью ночами или святками, которые также по-разному называются — Раунахт (Raunacht) или Глёкельнахт (Glöckelnacht), а также с рождественской и новогодней стрельбой — к примеру, в Берхтесгадене. Обычай содержит элементы, которые уходят корнями в языческие верования, обряды изгнания злых духов. Документы 70-х и 80-х годов XIX в. свидетельствуют о том, что рядом с кнутом разбрасывались орехи. Орехи считались символами плодородия и обещали богатый урожай в следующем году. Старейшие жители сообщали, что вскоре после начала столетия рождественские деды встречались в канун Рождества в таверне. Они ужинали сельдью с картофелем в мундире, пивом и шнапсом. Мужчины проводили последние часы ночи сидя на соломе. До конца Второй мировой войны вручение подарков происходило только после того, как прошли рождественские деды.
Другие действия ассоциации включают установку рождественской елки в деревне и появление в качестве Санта Клауса 6 декабря. Фольклорная группа является зарегистрированной ассоциацией с 1991 года.

## Галерея

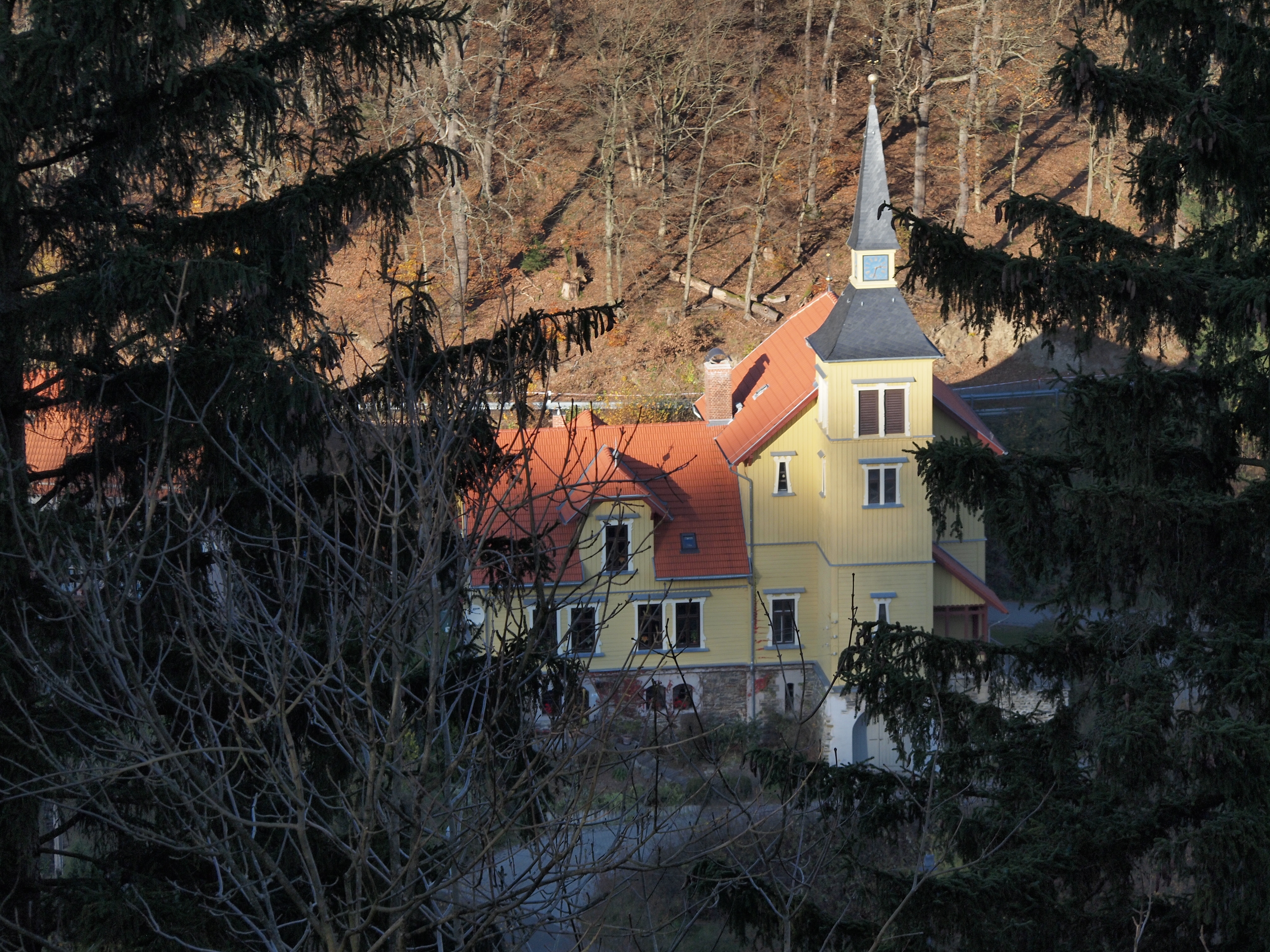
Церковь в Альтенбраке
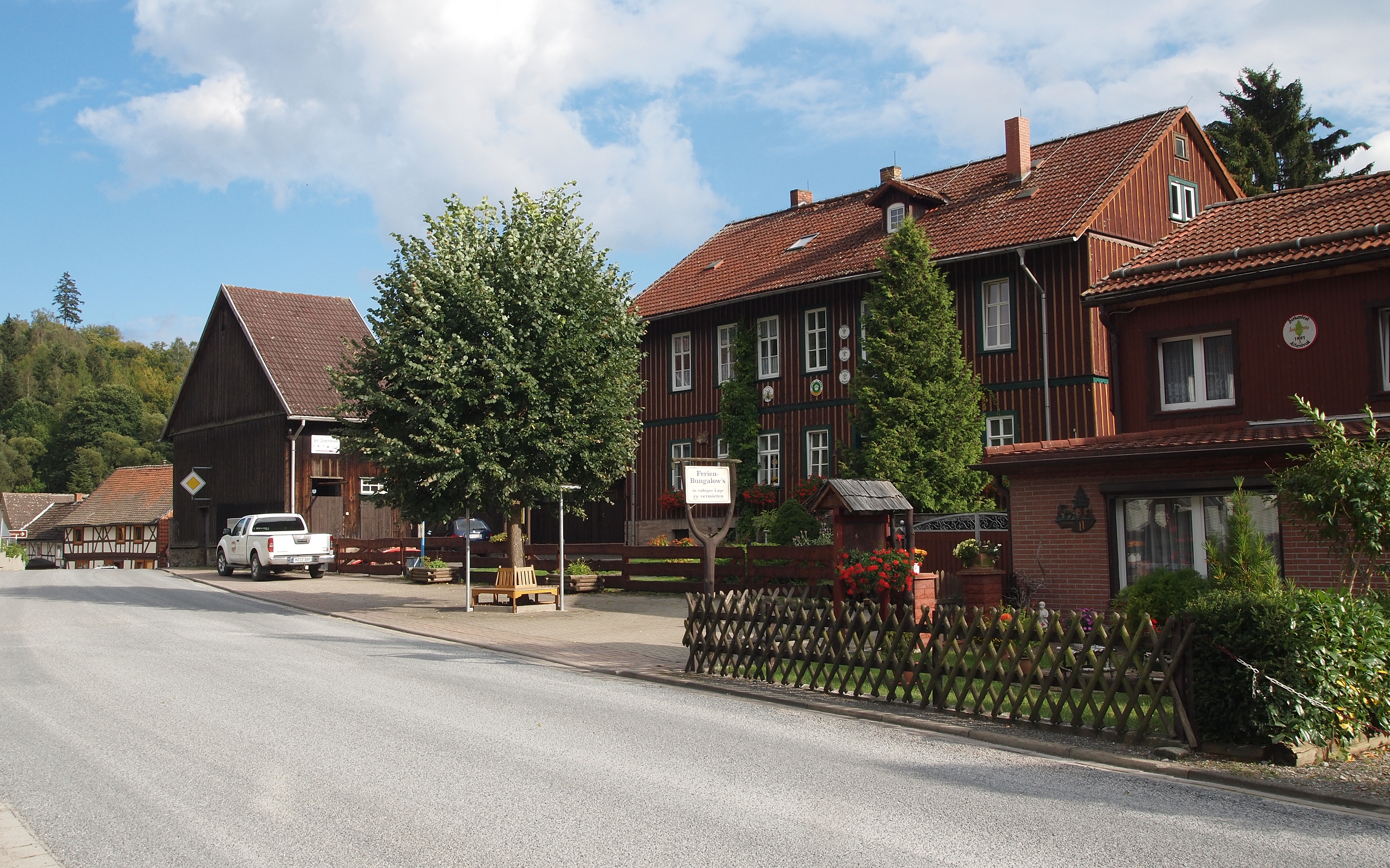
Хютте-плац в Альтенбраке летом
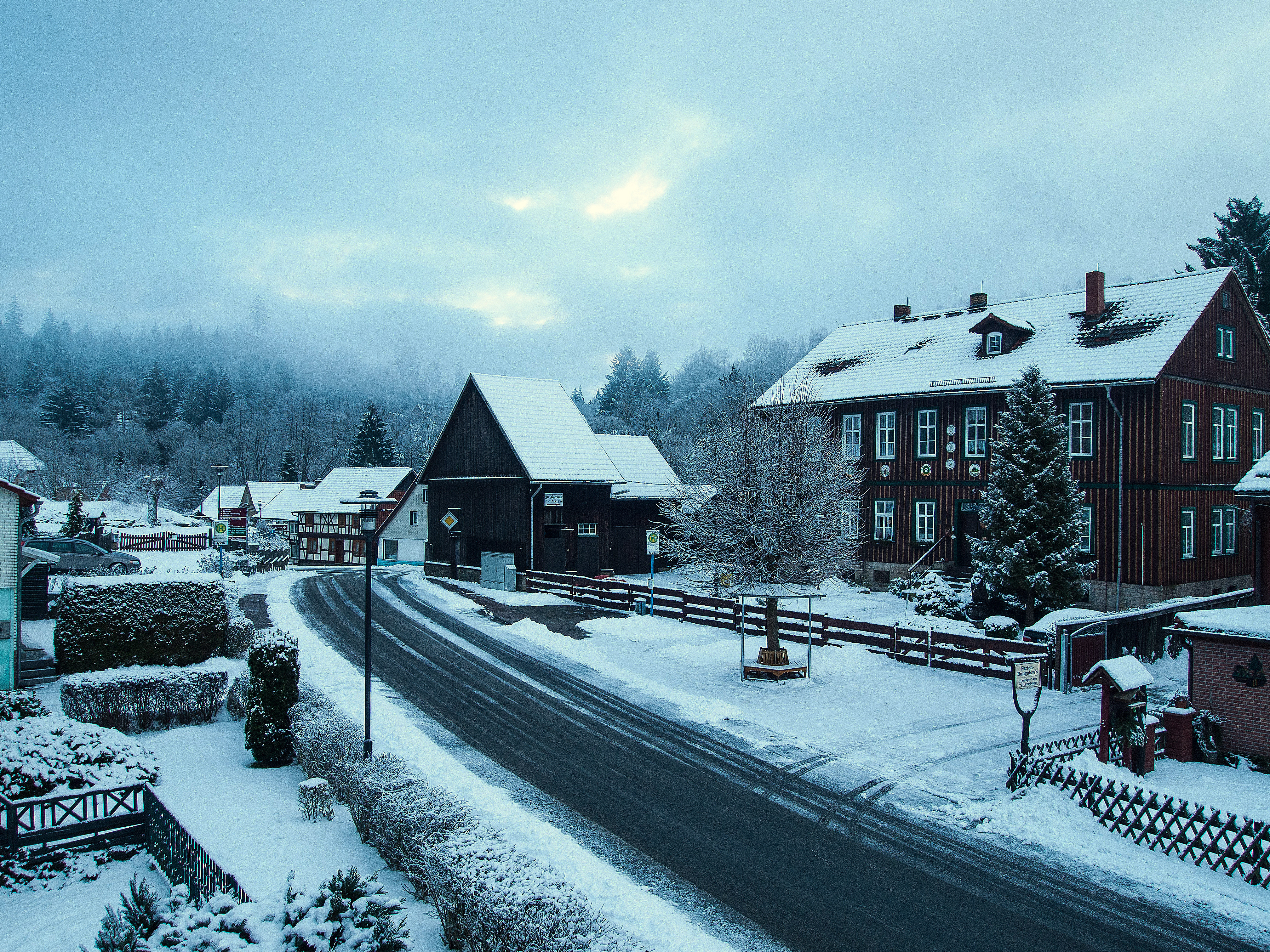
Хютте-плац в Альтенбраке зимой